# 縮小再生産
縮小再生産（しゅくしょうさいせいさん）とは、経済学用語の一つ。
生産活動が反復される場合に、重ねる回数とともに規模が縮小されて生産されるようになるということである。
不況や戦争や災害などの場合に、縮小再生産が見られる。